# مرا د روبیلس
مرا د روبیلس (به اسپانیایی: Mora de Rubielos) یک شهرستان در اسپانیا است که در استان تروئل واقع شده‌است.

## خصوصیات
مرا د روبیلس ۱۶۶ کیلومترمربع مساحت و ۱٬۴۳۳ نفر جمعیت دارد.